# ウィルトン伯爵
ウィルトン伯爵（英: Earl of Wilton）は、イギリスの伯爵、貴族。連合王国貴族爵位。1801年にトマス・エジャートンが叙されたことに始まる。

## 歴史
エジャートン家は中世以来、チェシャー州に位置するオールトン荘園(Oulton Estate)の地主を務めてきた一族で、その祖ローランド・エジャートン(?-1646)が1617年にイングランド準男爵位の（チェシャー州オールトン及びエジャートンの）準男爵(baronetcy, of Egerton and Oulton in the county of Chester)に叙されたことを発端とする。

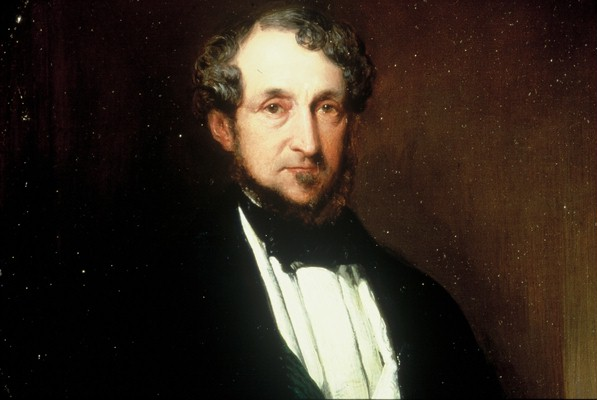
2代伯トマス・エジャートン

かつての伯爵家の紋章（1801-1999）。

彼の玄孫にあたる第7代準男爵トマス(1749–1814)は1784年にグレートブリテン貴族としてヘレフォード州ウィルトン城のグレイ・ド・ウィルトン男爵(Baron Grey de Wilton, of Wilton Castle in the County Hereford)に叙された。爵位名は前述のローランド・エジャートンの妻ブリジットがグレイ・ド・ウィルトン男爵家の出身であったことに由来する。
ついで初代男爵は1801年に連合王国貴族としてウィルトン伯爵(Earl of Wilton)に陛爵するとともに、グレイ・ド・ウィルトン子爵(Viscount Grey de Wilton)に叙せられた。この2つの爵位にはいずれも特別継承権が付されており、初代男爵に男子なき場合はその娘イリナのヤンガーソン(すなわち彼の孫)に承継できるという内容であった。
初代伯が男子なく死去すると、伯爵位は特別継承権に基づいて彼の娘の次男トマス・グローヴナーに承継された。一方で、男系継承を求めるグレイ・ド・ウィルトン男爵は廃絶、準男爵位は親族のジョン・グレイ・エジャートン(1766–1825)が相続した。（→以降の詳細な歴史はグレイ・エジャートン準男爵を参照）
2代伯トマス(1799–1882)はトーリー党の政治家で、枢密顧問官(PC)やピール内閣下の宮内長官を歴任した。また彼は襲爵後の1821年に勅許を得て、「エジャートン」姓に改姓している。
3代伯アーサー(1833-1885)はウェイマス及びバース選挙区選出の庶民院議員を務めたほか、引退後の1875年に連合王国貴族としてランカスター王権伯領におけるグレイ・ド・ラドクリフ男爵(Baron Grey de Radcliffe, in the County Palatine of Lancaster)に叙されたが彼には子がなかったため、この爵位は彼一代で廃絶した。その後は、彼の弟シーモアが爵位を承継した。
以降は4代伯シーモア(1839–1898)の系統で爵位は継承されたが、そのひ孫にあたる7代伯シーモア(1921-1999)が嗣子なく没したため、2代伯トマスの系統は断絶した。
そのため、2代伯の弟ロバートの家系であるエブリー男爵家に爵位は流出し、第6代エブリー男爵フランシス・エジャートン・グローヴナーが爵位を相続した。（→以前の歴史は、エブリー男爵を参照。）
2022年現在、彼がウィルトン伯爵家当主である。
一族のかつての邸宅は、リンカンシャー州ラウスに所在したエルキントン・ホール(Elkington Hall)であった。

## 現当主の保有爵位
現当主である第8代ウィルトン伯爵フランシス・エジャートン・グローヴナーは以下の爵位を有する。
- 第8代ウィルトン伯爵(8th Earl of Wilton)
(1801年6月26日の勅許状による連合王国貴族爵位)
- 第8代グレイ・ド・ウィルトン子爵(8th Viscount Grey de Wilton)
(1801年6月26日の勅許状による連合王国貴族爵位)
- 第6代ミドルセックス州エブリー・マナーのエブリー男爵(6th Baron Ebury, of Ebury Manor in the County of Middlesex)
(1857年9月15日の勅許状による連合王国貴族爵位)

## ウィルトン伯爵（1801年）
- 初代ウィルトン伯爵トマス・エジャートン(1749–1814)
- 第2代ウィルトン伯爵トマス・エジャートン(1799–1882)
- 第3代ウィルトン伯爵アーサー・エドワード・ホランド・グレイ・エジャートン(1833-1885)
- 第4代ウィルトン伯爵シーモア・ジョン・グレイ・エジャートン(1839–1898)
- 第5代ウィルトン伯爵アーサー・ジョージ・エジャートン(1863–1915)
- 第6代ウィルトン伯爵シーモア・エドワード・フレデリック・エジャートン(1896–1927)
- 第7代ウィルトン伯爵シーモア・ウィリアム・アーサー・ジョン・エジャートン(1921-1999)
- 第8代ウィルトン伯爵フランシス・エジャートン・グローヴナー(1934–) - 第5代エブリー男爵ロバート・エジャートン・グローヴナーの息子[12]。

爵位の法定推定相続人は、現当主の一人息子であるグレイ・ド・ウィルトン子爵(儀礼称号)ジュリアン・フランシス・マーティン・グローヴナー(1959–)。

### 註釈
1. ↑  ブリジットは第15代グレイ・ド・ウィルトン男爵トマス・グレイの妹にあたる。同男爵は1295年創設の古いイングランド貴族爵位だったが、15代男爵トマスが国王誘拐未遂事件、(バイ陰謀事件)に関与したとして私権剥奪処分（英語版）を受けた際に爵位も没収された。
2. ↑  イリナの長男は父方よりウェストミンスター侯爵位を、ヤンガーソンの次男は本爵位を継承した。また三男もエブリー男爵に叙せられている。